# El Número uno (reloj)
El Número Uno es un reloj de pulsera digital de cuarzo producido y desarrollado por la empresa chilena Dando la Hora en 2024. Es considerado el primer reloj digital comercial fabricado y ensamblado en Chile y Sudamérica. Actualmente sigue en producción.

## Especificaciones

### Diseño

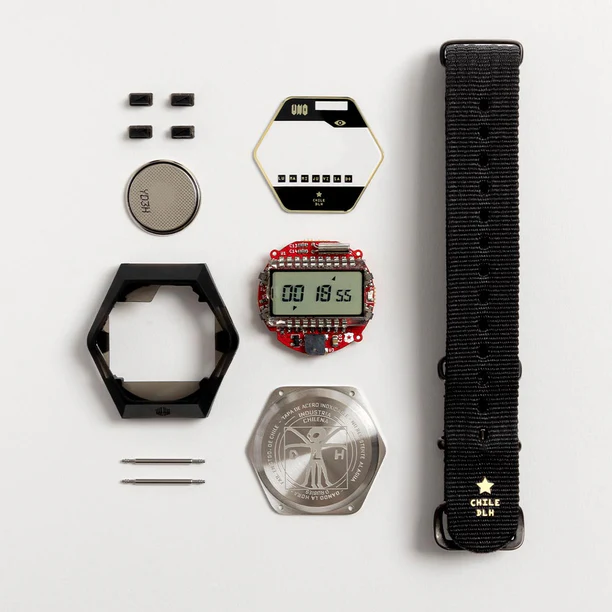
Las piezas qué componen a El Número Uno

Diseñado por un equipo multidisciplinario de Dando la Hora, El Número Uno presenta una caja de resina plástica negra de 38 mm de diámetro y 9 mm de grosor, además de una tapa trasera de acero inoxidable. Tanto la caja como los botones fueron fabricados mediante impresión 3D con fotopolimerización y que tomó como inspiración el conjunto arquitectónico Remodelación República ubicado en Santiago de Chile. Posee una correa de tela de 18 milímetros y un peso total de 32 gramos.

### Funciones
El Número Uno dispone de un cronómetro con un recuento de hasta 59:59:59. Además, cuenta con un calendario automático que carece de un ajuste para años bisiestos, teniendo siempre 28 días el mes de febrero. 
El reloj usa como iluminación una luz LED trasera de color verde, activada por un botón ubicado en la parte superior izquierda de la pantalla.

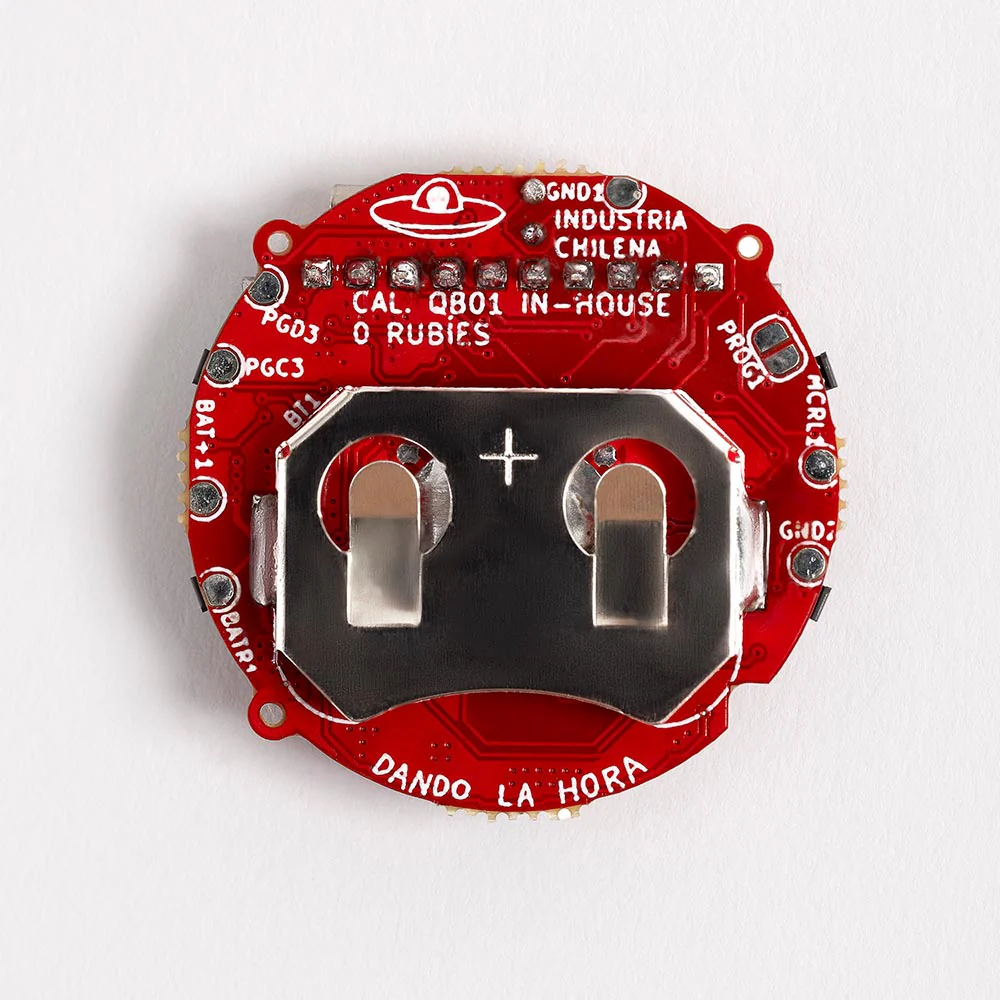
Calibre de cuarzo QB-01 usado en El Número Uno

El calibre de cuarzo utilizado fue denominado QB-01 y utiliza una pila CR2016 de botón, ofreciendo una autonomía aproximada de 2 años según el fabricante. Tanto la programación como soldadura del calibre estuvieron a cargo del ingeniero eléctrico Tomás Herrera, siendo el primer módulo de este tipo fabricado en Chile.

## Curiosidades

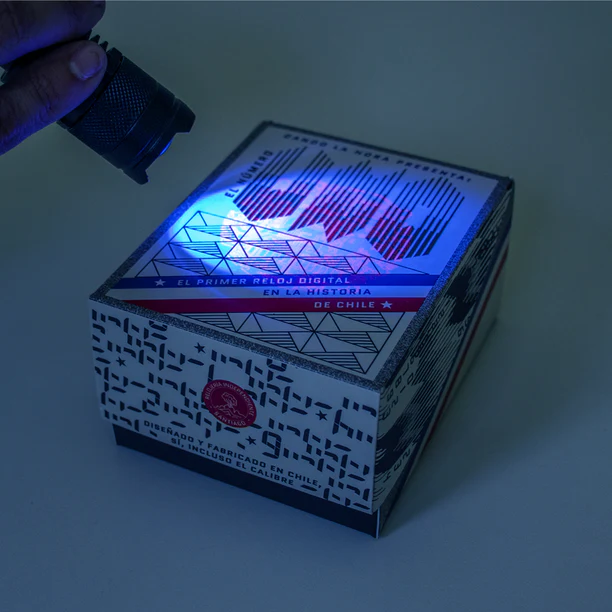
La luz UV permite mostrar un diagrama del calibre del reloj

Al ser un reloj fabricado en un país de habla hispana, todas sus funciones se encuentran escritas en español. Es por esta razón que en su dial se reemplaza el uso AM y PM por el de M/T en alusión a Mañana/Tarde. Además presenta distintas referencias culturales como la inclusión del himno de Chile cómo una de sus melodías y una cuenta regresiva anual que señala los días restantes para la fecha 18 de septiembre, el día de la independencia de ese país.
El packaging que contiene el reloj digital fue impreso por HP, quienes ofrecieron su colaboración en la tecnología detrás de los sellos de autenticidad presentes en la caja y el reloj, visibles con luz negra.

## Desarrollo

### Antecedentes
Fundado en 2018 por el Ingeniero Comercial de la Universidad de Chile, Alfredo García, Dando la Hora surge como un sitio de e-commerce dedicado a la venta de relojes y artículos de relojería en Chile.
A partir de 2022, la compañía comienza a colaborar junto a casas relojeras para desarrollar modelos que incluyan la marca del sitio. Así surgió ese año el “P.R.P. 01” creado por la marca bielorrusa Elektronika y en 2023 el reloj “Justicia Divina, Mundial 1962” siendo un modelo conmemorativo con la marca rusa Vostok para celebrar los 60 años del mundial de fútbol celebrado en Chile.
Ese mismo año, con el desarrollo del "P.R.P 02", Dando la Hora también tuvo su entrada a la fabricación, al ser responsables por primera vez de la fabricación de la caja y los botones del reloj.

### Fabricación El Número Uno
Diseñado en resina mediante impresión 3D para facilitar su producción en Chile, a nivel electrónico se usaron componentes importados. En este último aspecto, el desarrollo y soldadura del calibre QB-01 estuvo a cargo de la empresa chilena Southern Technologies bajo encargo. Finalmente, el ensamblaje de las primeras unidades de El Número Uno se realizó en las oficinas de Dando La Hora en la ciudad de Santiago. Por parte de esta compañía, el equipo detrás de su desarrollo estuvo encabezado por las siguientes personas:
- Alfredo García, Fundador Dando la Hora
- ⁠Victoria Burgos, Diseño
- Luca Dalbosco, Diseño Producto
- Antoina Aguilar, Maestra Relojera

### Lanzamiento
Puesto en venta el 23 de abril de 2024 a través del sitio web de Dando La Hora, en un principio fueron 150 unidades las que estuvieron disponibles para su compra, estos primeros modelos se les denominó “Prototipo”.